# RedeTV! Belém
A TV Livre Belém (mais conhecida como RedeTV! Belém) é uma emissora de televisão brasileira sediada em Belém, capital do estado do Pará. Opera no canal 47 (48 UHF digital) e é afiliada à RedeTV!. Pertence ao Grupo Livre de Comunicação, de propriedade dos empresários Félix Miranda e Sebastião Miranda Neto, que também controla as emissoras afiliadas à RedeTV! em Altamira e Marabá, a TV A Crítica Belém, afiliada a TV A Crítica e a TV Cidade Verde Belém, afiliada à Rede Cidade Verde.

## História
Foi fundada em 15 de junho de 2006 em Belém e Marabá como TV Livre, retransmitindo a RedeTV! após a perda dos direitos de transmissão da RedeTV! pela TV Rauland (atual TV Grão Pará).

## Sinal digital
| Canal virtual | Canal físico | Resolução de tela | Programação                                      |
| ------------- | ------------ | ----------------- | ------------------------------------------------ |
| 47.1          | 48 UHF       | 1080i             | Principal programação da RedeTV! Belém / RedeTV! |

A RedeTV! Belém iniciou na tarde de 3 de maio de 2017 os testes no sinal digital, com a imagem em qualidade OneSeg em 16:9 SD, podendo ser sintonizada pelo canal 48 UHF DTV e 47.1 virtual. Em 6 de novembro de 2018, passa a transmitir o sinal com imagem em alta definição.
Transição para o sinal digital
Com base no decreto federal de transição das emissoras de TV brasileiras do sinal analógico para o digital, a RedeTV! Belém, bem como as outras emissoras de Belém, cessou suas transmissões pelo canal 47 UHF em 30 de maio de 2018, seguindo o cronograma oficial da ANATEL.